# Gianni Rodari
Gianni Rodari, italijanski pisatelj in pedagog, specializiran v mladinski književnosti,* 23. oktober 1920, Omegna, Italija, † 14. april 1980, Rim, Italija.

## Življenje in delo
Gianni Rodari se je rodil 23. oktobra 1920 v Omegni, ob Ortskem jezeru. Po smrti očeta, antiklerikalnega peka, se je pri devetih letih skupaj z materjo in bratom Cesarjem preselil v Gavirate, kjer je preživel svojo mladost. Leta 1931 je po materinem nasvetu stopil v katoliško semenišče Svetega Petra mučenika v Sevesu, v milanski pokrajini. Takoj za tem je mati ugotovila, da ta poklic ni ustrezal sinovemu značaju, in ga zato leta 1934 vpisala na vzgojiteljsko srednjo šolo. Leta 1937 je maturiral in leta 1939 se je vpisal na Fakulteto za jezike Krščanske univerze v Milanu, ki pa jo je zapustil po nekaj izpitih. Bil je učitelj v Brusimpianu, Rancu in Cardani ob Besozzu.
Med drugo svetovno vojno je bil oproščen vojaške službe zaradi zdravstvenih težav. Smrt svojih dveh najboljših prijateljev in internacija brata v nacistično koncentracijsko taborišče sta ga tako globoko pretresla, da se je povezal z lombardskim odporniškim gibanjem in pristopil 1. maja 1944 k Italijanski komunistični stranki.
Po italijanski osvoboditvi, 25. aprila 1945, se je začel ukvarjati z novinarstvom v Lombardiji: vodil je časopis Komunistične zveze iz Vareseja, L'ordine nuovo (Novi red). Leta 1947 pa je prešel na milanski l'Unità (Enotnost), pri katerem je dve leti kasneje začel skrbeti za rubriko La domenica dei piccoli (Nedelja malih).
Leta 1950 je zapustil Milano in se preselil v Rim, kjer je ustanovil in potem tudi vodil skupaj z Dino Rinaldi mladinski časopis Pioniere (tednik API-ja, Italijanske pionirske organizacije), s katerim je sodeloval 10 let. Po izdaji njegove prve pedagoške knjige Il manuale del Pioniere (Pionirjev priročnik) ga je med hladno vojno, leta 1951, Vatikan izobčil in ga imenoval za »bivšega katoliškega semeniščnika, ki je postal diaboličen«. Tako je doživel celo sežig svojih del s strani župnij.
25. aprila 1953 se je poročil s članico parlamentarne skupine Ljudske demokratične fronte, Marijo Tereso Ferretti.
13. decembra 1953 je ustanovil Avanguardio (Avantgardo), državni časopis Italijanske mladinske komunistične zveze.
Od 1954 naprej je sodeloval 15 let pri mnogih publikacijah: pisal je članke v časopisih in revijah, skrbel za mladinske knjige in rubrike. Proti koncu leta 1958 je stopil v Paese sera (Dežela večer) kot posebni poročevalec, kjer je pod psevdonimom »Benelux« skrbel za vsakodnevno rubriko, ki je imela veliko pristašev. Ob istem času je začel sodelovati tudi z RAI-jem in BBC-jem kot avtor televizijskega programa za otroke Giocagiò (Igra giò).
Leta 1970 je prejel Hans Christian Andersen Award, najpomembnejše priznanje na področju mladinske književnosti.
Leta 1973 je izšla njegova pedagoška mojstrovina La grammatica della fantasia; introduzione all'arte di inventare storie (Srečanje z domišljijo), esej z napotki za starše, učitelje in animatorje.
Večkrat je šel v nekdanjo Sovjetsko zvezo, kjer so njegove knjige bile razširjene v vseh šolah raznih republik.
Do začetka 1980. je sodeloval z mnogimi časopisi in se udeležil mnogih predavanj ter srečanj na italijanskih šolah z učitelji, starši, učenci in celo z gledališkimi skupinami učencev.
Sergio Endrigo in drugi italijanski kantavtorji so uglasbili nekatera njegova dela.
10. aprila 1980 je odšel v bolnišnico v Rim, da bi ga operirali na nogi; štiri dni kasneje pa je umrl zaradi srčne kapi. Star je bil 59 let. Pokopan je na rimskem pokopališču Cimitero del Verano, grob št. 60, oddelek 131.
Gianni Rodari, pisatelj in časnikar, znan po svoji fantaziji in izvirnosti, je preko svojih pripovedi, zgodb in pesmi za otroke, ki so večkrat postale pravi klasiki za mladostnike, veliko prispeval k izboljšavi in obnovitvi italijanske mladinske književnosti. Med njegovimi največjimi deli štejemo Filastrocche in cielo e in terra (Pesmice na nebu in zemlji), Il libro degli errori (Knjiga napak), Favole al telefono (Pravljice po telefonu), Il gioco dei quattro cantoni (Igra štirih kotov) in C'era due volte il barone Lamberto (Bil je nekoč dvakrat baron Lamberto).
Iz njegove knjige La freccia azzurra (Modra puščica) se je leta 1996 rodila istoimenska risanka. V istem času je v Sovjetski zvezi izšla risanka Cipollino (Čipolin).

## Dela
- 1950 – Il manuale del Pioniere (Pionirjev priročnik, njegova prva pedagoška knjiga)
- 1951 – Il libro delle filastrocche (Knjiga pesmic, njegova prva mladinska knjiga)
- 1951 – Il romanzo di Cipollino (Čipolinijev roman, ponovno natisnjena 1957 pod naslovom Le avventure di Cipollino (Čipolinijeve dogodivščine))
- 1952 – Cipollino e le bolle di sapone (Čipolin in milni mehurčki)
- 1952 – Il libro dei mesi (Knjiga mesecev)
- 1952 – Il treno delle filastrocche (Vlak pesmic)
- 1952 – Le carte parlanti (Govoreče karte)
- 1959 – Gelsomino nel paese dei bugiardi (Dželsomin v deželi lažnivcev)
- 1960 – Filastrocche in cielo e in terra (Pesmice na nebu in zemlji)
- 1960 – Favole al telefono (Pravljice po telefonu, prevod Evelina Umek, Mladinska knjiga, Ljubljana 1975)
- 1962 – Gip nel televisore. Favola in orbita (Vid v televizorju: pravljica o vesolju, prevod Veronika Zlobec, Mladinska knjiga, Ljubljana 1968)
- 1962 – Il pianeta degli alberi di Natale (Planet novoletnih jelk, prevod Alenka Bole Vrabec, Ljubljana 1970)
- 1963 – Castello di carte (Grad iz kart)
- 1964 – Il libro degli errori (Knjiga napak)
- 1964 – La freccia azzurra (Modra puščica, prevod Evelina Umek, Mladinska knjiga, Ljubljana 1967)
- 1966 – La torta in cielo (Torta na nebu, prevod Ivo Bregar, Borec, Ljubljana 1971)
- 1969 – Venti storie più una (Dvajset zgodb in še ena)
- 1970 – Le filastrocche del cavallo parlante (Pesmice govorečega konja)
- 1971 – Tante storie per giocare (Pravljice za igro, prevod Evelina Umek, Univerzum, Ljubljana 1978)
- 1972 – Filastrocche in cielo e in terra (Pesmice na nebu in zemlji, dokončna izdaja)
- 1972 – Gli affari del signor gatto (Posli gospoda mačka)
- 1972 – Il palazzo di gelato e altre otto favole al telefono (Sladoledna palača in drugih osem pravljic po telefonu)
- 1973 – La grammatica della fantasia (Srečanje z domišljijo, prevod Evelina Umek, Mladinska knjiga, Ljubljana 1977)
- 1973 – I viaggi di Giovannino Perdigiorno (Potovanja Ivančka Brezdelneža)
- 1973 – Novelle fatte a macchina (Novele napisane s pisalnim strojem)
- 1974 – La filastrocca di Pinocchio (Oztržkova pesmica)
- 1974 – Marionette in libertà (Svobodne lutke)
- 1978 – La gondola fantasma (Gondolska prikazen)
- 1978 – C'era due volte il barone Lamberto (Bil je nekoč dvakrat baron Lamberto)
- 1978 – Il teatro i ragazzi la città (Gledališče mladeniči mesto)
- 1979 – Parole per giocare (Besede za igro)
- 1979 – Bambolik (Bambolik)
- 1980 – Il gioco dei quattro cantoni (Igra štirih kotov)
- 1980 – I nani di Mantova (Palčki iz Mantove)
- 1980 – Piccoli vagabondi (Mali postopači)
- 1990 – Razni ponatisi ob priložnosti 10-letnice smrti in 70-letnice rojstva
- 2000 – Razni ponatisi ob priložnosti 20-letnice smrti in 80-letnice rojstva
- 2001 – Il ragioniere pesce del Cusio (Ribji računovodja od Kuzija)
- 2001 – Un giocattolo per Natale (Božična igrača)
- 2001 – Il mago di Natale (Božični čarovnik)

Temu seznamu je treba dodati še tedensko rubriko, ki jo je Gianni Rodari pisal v časopisu l'Unità (Enotnost) pod naslovom Il libro dei perché (Knjiga »zakaj-ev«). Ta rubrika je bila aktivna od 18. avgusta 1955 do 25. oktobra 1956. Nato pa je spet začela izhajati od 25. maja 1957 do 5. junija 1958 pod naslovom La posta dei perché (Pošta »zakaj-ev«). Leta 1984 je Marcello Argilli zbral vse teme, ki jih je obralnaval pisatelj v tej rubriki, in jih izdal kot knjigo z naslovom prav Il libro dei perché (Knjiga »zakaj-ev«).